# Munizip Wadi asch-Schati’
Wadi asch-Schati, arabisch وادي الشاطئ, DMG Wādī aš-Šāṭiʾ, ist ein in Libyen westlich gelegener Munizip. Hauptstadt des Distrikts ist Adiri.

## Geographie
Im gesamten Gebiet von Wadi asch-Schati' lebten im Jahre 2003 77.203 Menschen auf einer Fläche von insgesamt 97.160 km². Wadi asch-Schati' hat neben einer Grenze zu Algerien auch noch Grenzen zu folgenden Munizipien:
- Munizip Nalut – Nordwesten
- Munizip al-Dschabal al-Gharbi – Norden
- Munizip al-Dschufra – Osten
- Munizip Sabha – Südosten
- Munizip Wadi al-Haya – Süden
- Munizip Ghat – Südwesten

Mit 816 Meter über dem Meeresspiegel bildet der Jabal al-Hasawna die höchste Erhebung des Munizips.

## Verwaltungsgeschichte

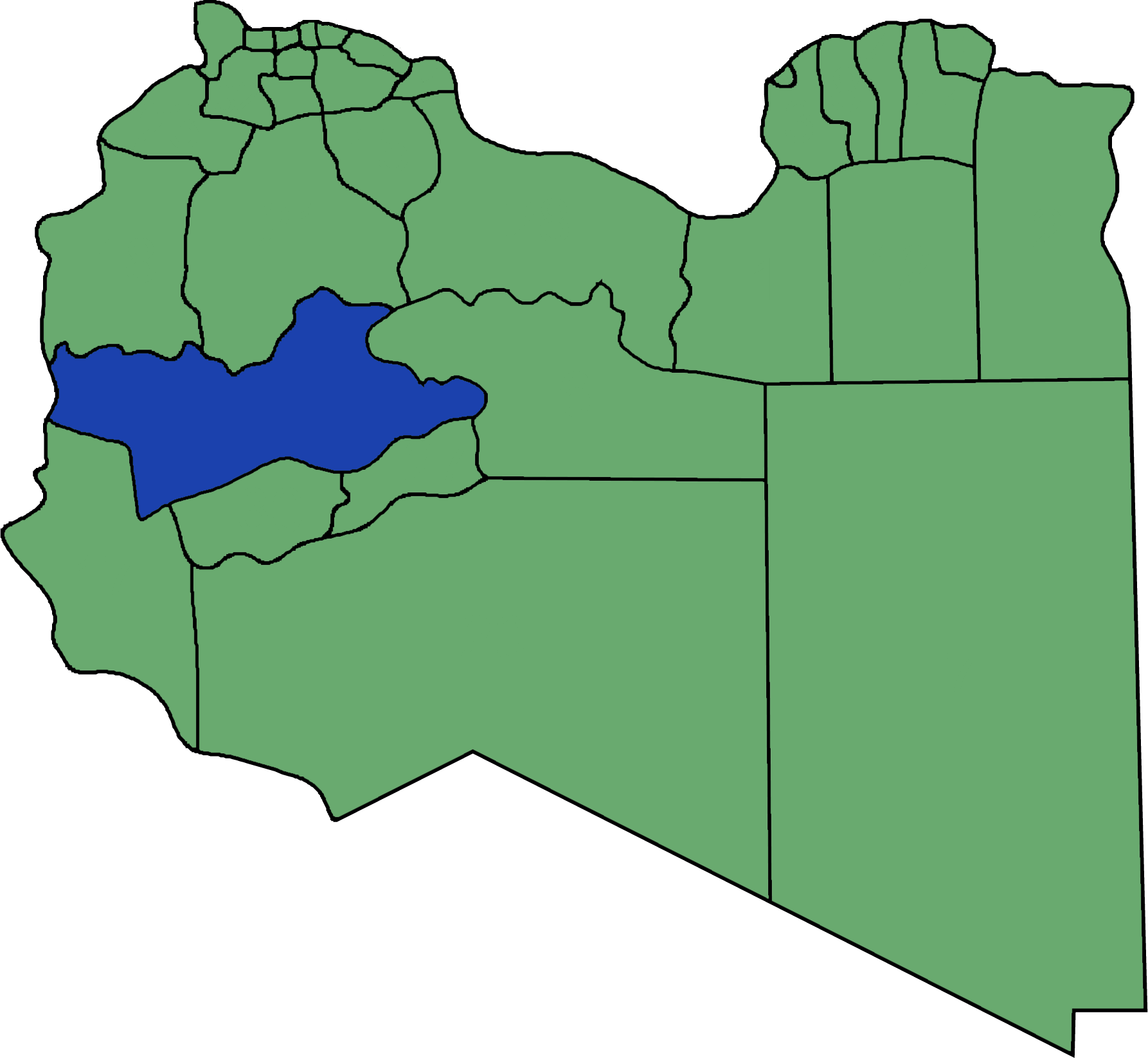
Munizipalgebiet vor 2007

Bei der libyschen Territorialreform 2007 kam es zu geringen Grenzkorrekturen.